# Ritsuko Kawai
Ritsuko Kawai (河井リツ子 Kawai Ritsuko?), nacida el 3 de marzo de 1964 en Toyonaka, Osaka, Japón. Es la creadora del programa de televisión Hamtaro. Originalmente Kawai creó Hamtaro como una serie de libros de cuentos para niños, los cuales publicó en 1997 y luego el anime llegó a Japón en julio de 2000, el anime tiene 296 capítulos pero en Estados Unidos, Latinoamérica y España sólo se emitieron 104 capítulos, y además con censura americana.
Hamtaro relata la historia de un pequeño hámster y sus amigos. Hamtaro ha ganado gran popularidad y además de la serie también tiene 4 OVAs, 4 películas y varios videojuegos diferentes, los 3 que salieron para la portátil de Nintendo Game Boy Advance son considerados los mejores.
Kawai menciona que los mensajes que Hamtaro aporta deben seguir promoviéndose, ya que aporta valores como: la no violencia, el trabajo en equipo, la cooperación y el compartir.
Aparte de Hamtaro, Ritsuko Kawai ha creado otra manga shōjo, serializado en la revista Ciao.